# بيتر هورفاث
بيتر هورفاث (بالمجرية: Horváth Péter)‏ (12 فبراير 1992 في المجر - ) هو لاعب كرة قدم مجري في مركز الهجوم. لعب مع نادي بودابست ونادي سيوفوك ‏.

## وصلات خارجية
- بيتر هورفاث على موقع قاعدة بيانات كرة القدم.إي يو (الإنجليزية)
- بيتر هورفاث على موقع Soccerway.com (الإنجليزية)